# Caha-Paluna
Caha-Paluna var hos mayafolket i Mexiko en av de första kvinnorna, hustru till Balam-Quitze.